# Шельма (Marvel Comics)
Шельма або Роуг (справжнє ім'я — Анна Марія ЛеБо, англ. Rogue, Anna Marie LeBeau) — персонаж Marvel Comics, учасниця Людей Ікс. Створена письменником Крісом Клейрмонтом і художником Майклом Голденом. Вперше з'явилась в Avengers Annual № 10 (серпень 1981).
У 2006 році Шельма посіла 5 місце у списку «25 найкращих Людей Ікс».

## Назва
В Україні не існує сталого перекладу прізвиська цього персонажа. У різних перекладах українською мовою фільмів та анімаційних фільмів на тематику Людей-Ікс прізвисько цього персонажа перекладалося як «Баламута», «Бешкетниця», «Шпичка», «Шельма», «Роуг», «Роуґ», «Руж» і так далі. Видавництво Fireclaw, яке займається офіційним українськомовним перекладом коміксів Marvel Comics вирішило перекладати прізвисько персонажа як Роуґ.

## Історія публікацій
Вперше Шельма повинна була з'явитися в Ms. Marvel #25 у 1979 році (ілюстрації до першої половини історії були завершені), але раптове скасування книги залишило її оригінальну вступну історію неопублікованою більше десяти років, поки вона не була надрукована в Marvel Super Heroes #11 у 1992 році, де вона назавжди поглинула свої поточні сили від Ms. Marvel.  Перша опублікована поява Шельми була в Avengers Annual #10 (1981).  Її друга поява і перша поява на обкладинці була в Rom #31 (червень 1982), пов'язана з Uncanny X-Men #158 (червень 1982), але #158 також є її першою появою на сторінках X-Book. Потім вона з'явилася як антагоніст у Dazzler #22-24 (серпень-жовтень 1982), а потім приєдналася до Людей Ікс у Uncanny X-Men #171 (1983). У Шельма також було два міні-серіали та один постійний проект.
Справжнє ім'я та рання історія Шельми були розкриті лише через понад 20 років після її появи. До передісторії, яку розповів Роберт Роді в серіалі «Розбійниця», що вийшов у вересні 2004 року, на її минуле можна було лише натякнути. Це призвело до того, що версія Роді про походження Шельми ненавмисно суперечила попередній інформації. У X-Men Unlimited #4 Скотт Лобделл вказує, що Шельма втекла від батька після того, як проявилися її мутантські здібності, але в Uncanny X-Men #182 Шельма згадує, що ніколи не знала свого батька, тому що він пішов ще до її народження, а кілька випусків, включаючи Uncanny X-Men #178 і X-Men #93, вказують на те, що Шельма була прийнята Містикою та Долею ще до того, як її мутація стала активною.
Кріс Клермонт сказав у червні 2016 року, що якби він не покинув Marvel в 1991 році, Містик була б справжньою матір'ю Шельми. Ця сюжетна лінія з'явилася в серіалі «Люди Ікс: Назавжди» 2009 року . Клермонт також розповів, що зовнішність Роуг спочатку планувалося створити за зразком Грейс Джонс, однак художник Майкл Голден не знав, як виглядала Джонс .
Шельма була постійним персонажем у «Надприродних месниках» (2012), починаючи з першого випуску.  

## Біографія вигаданого персонажа

### Раннє життя
Її батьки - Оуен і Прісцилла, одружилися рано і жили в природній хіпі-комуні в окрузі Калдекотт, штат Міссісіпі. Народившись, як Анна-Марія, вона користувалася увагою своєї тітки Керрі по материнській лінії. Анна-Марія виховувалася в середовищі розмовної англійської та французької мов, поширених у районі затоки Міссісіпі.  Невдала спроба комуни використати містику корінних американців, щоб дістатися до «далеких берегів», призводить до зникнення Прісцилли. Керрі перебирає на себе турботу про Анну, і в її горі від втрати сестри стає суворою та авторитарною опікункою. Анна-Марія була бунтівною дитиною і в якийсь момент, точна подія або причини досі не з'ясовані, вона втекла з дому, будучи молодим підлітком.
У якийсь момент Шельма зближується з хлопцем на ім'я Коді Роббінс. Під час флірту Коді імпульсивно цілує її, і в цей момент проявляється її латентна мутантська здатність поглинати життєву енергію та психіку інших людей при контакті шкіра-до-шкіри. Шельма травмована цим досвідом, а Коді залишається в постійній комі. Тому Шельма носить одяг, що приховує тіло, який виключає можливість випадкового контакту зі шкірою. Вона хотіла б, щоб їй «не доводилося так багато прикриватися від людей», щоб захистити їх від себе. Вона вважає свою силу прокляттям .
Невдовзі до неї звертається Містик, яка розшукує її за порадою свого напарника-передбачення Долі.  Зрештою Містик приймає Шельму, як доньку.  Однак з часом Містик перетворює самотність, заздрість, гіркоту та відчай Шельми на злість, таким чином вербуючи її до Братства мутантів.